# Guangming
Guangming léase:Kuáng-Ming (en chino:光明区, pinyin:Guāngmíng Qū) es un distrito bajo la administración directa de la ciudad de Shenzhen, Provincia de Cantón, al sur de la República Popular China. El distrito se conformó el 25 de mayo de 2018 en el corazón geográfico y el eje central del desarrollo urbano. Su área netamente urbana es de 156 km² y su población para 2014 fue de más de medio millón de habitantes.

## Administración
El distrito de Guangming se divide en 6 subdistritos;
- Guangming (光明街道)
- Gongming (公明街道)
- Xinhu (新湖街道)
- Fenghuang (凤凰街道)
- Yutang (玉塘街道)
- Matian (马田街道)